# Melanostoma ambiguum
Melanostoma ambiguum là một loài ruồi trong họ Ruồi giả ong (Syrphidae). Loài này được Fallén mô tả khoa học đầu tiên năm 1817. Melanostoma ambiguum phân bố ở vùng Cổ Bắc giới